# Andy Ram
Andy Ram (ur. 10 kwietnia 1980 w Montevideo) – izraelski tenisista, reprezentant w Pucharze Davisa, olimpijczyk, zwycięzca turniejów wielkoszlemowych w deblu i mikście.
Jego ojciec Ami (zm. w maju 2005) był piłkarzem, zawodnikiem klubu Beitar Jerozolima, matka pracowała jako dentystka dziecięca.

## Kariera tenisowa
Karierę zawodową rozpoczął w 1998 roku, a zakończył w 2014 roku.
Był tenisistą praworęcznym, wykonującym jednoręczny backhand. W grze pojedynczej pierwszy sukces odniósł w roku 1999, wygrywając rozgrywki z serii ITF Men’s Circuit w Stambule (F3). W sezonie 2000 wygrał turniej tej samej rangi w Mumbaju (F3) oraz odniósł pierwsze zwycięstwo w kategorii ATP Challenger Tour w Denver. Tegoż samego roku wywalczył tytuł ATP Challenger Tour w Bristol, a w sezonie 2006 wygrał rozgrywki ITF Men’s Circuit w Izraelu (F2). Najwyżej sklasyfikowany w rankingu singlistów był w sierpniu 2000, na 187. miejscu.
W grze podwójnej Ram wygrał 19 turniejów rangi ATP World Tour. Większość z nich (15 turniejów) zwyciężył grając w parze z Jonatanem Erlichem. Do największych sukcesów deblowych Izraelczyka zalicza się zwycięstwo w deblowym Australian Open z 2008 roku, w grze wspólnie z Erlichem. W meczu finałowym pokonali francuski duet Arnaud Clément–Michaël Llodra 7:5, 7:6(4). Był również półfinalistą Wimbledonu z 2003 (z Erlichem) oraz US Open z 2009 (z Maksem Mirnym). W roku 2009 doszedł z Mirnym do finału deblowego turnieju ATP World Tour Finals, jednak pojedynek finałowy przegrał z parą Bob Bryan–Mike Bryan 6:7(5), 3:6. Wśród klasyfikacji deblistów najwyższą pozycję rankingową osiągnął w lipcu 2008, zajmując 5. pozycję.
Podczas igrzysk olimpijskich w Atenach (2004) i igrzysk olimpijskich w Londynie (2012) doszedł do ćwierćfinału gry podwójnej startując z Jonatanem Erlichem. W Pekinie (2008) debel Erlich–Ram odpadł w 1. rundzie.
Andy Ram był również dwukrotnym zwycięzcą wielkoszlemowych turniejów w grze mieszanej. Pierwszy triumf odniósł w roku 2006, wygrywając Wimbledon. Partnerką Izraelczyka była Wiera Zwonariowa, a w finale pokonał 6:3, 6:2 parę Venus Williams–Bob Bryan. Drugą wygraną odniósł na French Open 2007, będąc w parze z Nathalie Dechy. W pojedynku finałowym zwyciężyli zespół Katarina Srebotnik–Nenad Zimonjić 7:5, 6:3. Był również finalistą miksta podczas Wimbledonu z 2003 (grał razem z Anastasiją Rodionową) oraz Australian Open z 2009 (z Nathalie Dechy).
Od roku 2000 był regularnym reprezentantem Izraela w Pucharze Davisa. Do największych sukcesów Rama w tej konkurencji zalicza się awans wraz z drużyną (sezon 2008) do grupy światowej, w której gra 16 najlepszych męskich reprezentacji. W roku 2009 doszedł wspólnie z zespołem do półfinału rozgrywek grupy światowej, eliminując Szwecję i Rosję. Rundę o finał Izraelczycy przegrali z późniejszymi triumfatorami imprezy, Hiszpanami.

### Finały w turniejach ATP World Tour
| Legenda                                      |
| -------------------------------------------- |
| Wielki Szlem                                 |
| Igrzyska olimpijskie                         |
| Tennis Masters Cup / ATP Finals              |
| ATP Masters Series / ATP Tour Masters 1000   |
| ATP International Series Gold / ATP Tour 500 |
| ATP International Series / ATP Tour 250      |

#### Gra podwójna (19–18)
| Końcowy wynik | Nr  | Data                 | Turniej                    | Nawierzchnia    | Partner        | Przeciwnicy                          | Wynik finału      |
| ------------- | --- | -------------------- | -------------------------- | --------------- | -------------- | ------------------------------------ | ----------------- |
| Zwycięzca     | 1.  | 27 lipca 2003        | Indianapolis               | Twarda          | Mario Ančić    | Diego Ayala Robby Ginepri            | 2:6, 7:6(3), 7:5  |
| Zwycięzca     | 2.  | 28 września 2003     | Bangkok                    | Twarda (hala)   | Jonatan Erlich | Andrew Kratzmann Jarkko Nieminen     | 6:3, 7:6(4)       |
| Zwycięzca     | 3.  | 12 października 2003 | Lyon                       | Dywanowa (hala) | Jonatan Erlich | Julien Benneteau Nicolas Mahut       | 6:1, 6:3          |
| Finalista     | 1.  | 11 stycznia 2004     | Ćennaj                     | Twarda          | Jonatan Erlich | Rafael Nadal Tommy Robredo           | 6:7(3), 6:4, 3:6  |
| Finalista     | 2.  | 22 lutego 2004       | Rotterdam                  | Twarda (hala)   | Jonatan Erlich | Paul Hanley Radek Štěpánek           | 7:5, 6:7(5), 5:7  |
| Zwycięzca     | 4.  | 10 października 2004 | Lyon                       | Dywanowa (hala) | Jonatan Erlich | Jonas Björkman Radek Štěpánek        | 7:6(2), 6:2       |
| Zwycięzca     | 5.  | 20 lutego 2005       | Rotterdam                  | Twarda (hala)   | Jonatan Erlich | Cyril Suk Pavel Vízner               | 6:4, 4:6, 6:3     |
| Zwycięzca     | 6.  | 19 czerwca 2005      | Nottingham                 | Trawiasta       | Jonatan Erlich | Simon Aspelin Todd Perry             | 4:6, 6:3, 7:5     |
| Finalista     | 3.  | 31 lipca 2005        | Los Angeles                | Twarda          | Jonatan Erlich | Rick Leach Brian MacPhie             | 3:6, 4:6          |
| Finalista     | 4.  | 14 sierpnia 2005     | Montreal                   | Twarda          | Jonatan Erlich | Wayne Black Kevin Ullyett            | 7:6(5), 3:6, 0:6  |
| Finalista     | 5.  | 2 października 2005  | Bangkok                    | Twarda (hala)   | Jonatan Erlich | Paul Hanley Leander Paes             | 6:5(5), 1:6, 2:6  |
| Finalista     | 6.  | 16 października 2005 | Wiedeń                     | Twarda (hala)   | Jonatan Erlich | Mark Knowles Daniel Nestor           | 3:5, 4:5(2)       |
| Zwycięzca     | 7.  | 8 stycznia 2006      | Adelaide                   | Twarda          | Jonatan Erlich | Paul Hanley Kevin Ullyett            | 7:6(4), 7:6(10)   |
| Finalista     | 7.  | 26 lutego 2006       | Rotterdam                  | Twarda (hala)   | Jonatan Erlich | Paul Hanley Kevin Ullyett            | 6:7(4), 6:7(2)    |
| Finalista     | 8.  | 14 maja 2006         | Rzym                       | Ceglana         | Jonatan Erlich | Mark Knowles Daniel Nestor           | 4:6, 7:5, 11–13   |
| Zwycięzca     | 8.  | 25 czerwca 2006      | Nottingham                 | Trawiasta       | Jonatan Erlich | Igor Kunicyn Dmitrij Tursunow        | 6:3, 6:2          |
| Zwycięzca     | 9.  | 28 sierpnia 2006     | New Haven                  | Twarda          | Jonatan Erlich | Mariusz Fyrstenberg Marcin Matkowski | 6:3, 6:3          |
| Zwycięzca     | 10. | 1 października 2006  | Bangkok                    | Twarda (hala)   | Jonatan Erlich | Andy Murray Jamie Murray             | 6:2, 2:6, 10–4    |
| Finalista     | 9.  | 4 marca 2007         | Las Vegas                  | Twarda          | Jonatan Erlich | Bob Bryan Mike Bryan                 | 6:7(6), 2:6       |
| Finalista     | 10. | 18 marca 2007        | Indian Wells               | Twarda          | Jonatan Erlich | Martin Damm Leander Paes             | 4:6, 4:6          |
| Finalista     | 11. | 5 sierpnia 2007      | Waszyngton                 | Twarda          | Jonatan Erlich | Bob Bryan Mike Bryan                 | 6:7(5), 6:3, 7–10 |
| Zwycięzca     | 11. | 19 sierpnia 2007     | Cincinnati                 | Twarda          | Jonatan Erlich | Bob Bryan Mike Bryan                 | 4:6, 6:3, 13–11   |
| Zwycięzca     | 12. | 26 stycznia 2008     | Australian Open, Melbourne | Twarda          | Jonatan Erlich | Arnaud Clément Michaël Llodra        | 7:5, 7:6(4)       |
| Zwycięzca     | 13. | 23 marca 2008        | Indian Wells               | Twarda          | Jonatan Erlich | Daniel Nestor Nenad Zimonjić         | 6:4, 6:4          |
| Finalista     | 12. | 3 sierpnia 2008      | Cincinnati                 | Twarda          | Jonatan Erlich | Bob Bryan Mike Bryan                 | 6:4, 6:7(2), 7–10 |
| Zwycięzca     | 14. | 12 października 2008 | Wiedeń                     | Twarda (hala)   | Maks Mirny     | Philipp Petzschner Alexander Peya    | 6:1, 7:5          |
| Zwycięzca     | 15. | 26 października 2008 | Lyon                       | Dywanowa (hala) | Michaël Llodra | Stephen Huss Ross Hutchins           | 6:3, 5:7, 10–8    |
| Finalista     | 13. | 22 lutego 2009       | Marsylia                   | Twarda (hala)   | Julian Knowle  | Arnaud Clément Michaël Llodra        | 3:6, 6:3, 8–10    |
| Finalista     | 14. | 22 marca 2009        | Indian Wells               | Twarda          | Maks Mirny     | Mardy Fish Andy Roddick              | 6:3, 1:6, 12–14   |
| Zwycięzca     | 16. | 6 kwietnia 2009      | Miami                      | Twarda          | Maks Mirny     | Ashley Fisher Stephen Huss           | 6:7(4), 6:2, 10–7 |
| Finalista     | 15. | 16 sierpnia 2009     | Montreal                   | Twarda          | Maks Mirny     | Mahesh Bhupathi Mark Knowles         | 4:6, 3:6          |
| Finalista     | 16. | 29 listopada 2009    | Londyn                     | Twarda (hala)   | Maks Mirny     | Bob Bryan Mike Bryan                 | 6:7(5), 3:6       |
| Finalista     | 17. | 14 listopada 2010    | Paryż                      | Twarda (hala)   | Mark Knowles   | Mahesh Bhupathi Maks Mirny           | 5:7, 5:7          |
| Zwycięzca     | 17. | 18 czerwca 2011      | Eastbourne                 | Trawiasta       | Jonatan Erlich | Grigor Dimitrow Andreas Seppi        | 6:3, 6:3          |
| Zwycięzca     | 18. | 27 sierpnia 2011     | Winston-Salem              | Twarda          | Jonatan Erlich | Christopher Kas Alexander Peya       | 7:6(2), 6:4       |
| Finalista     | 18. | 8 stycznia 2012      | Ćennaj                     | Twarda          | Jonatan Erlich | Leander Paes Janko Tipsarević        | 4:6, 4:6          |
| Zwycięzca     | 19. | 6 maja 2012          | Belgrad                    | Ceglana         | Jonatan Erlich | Martin Emmrich Andreas Siljeström    | 4:6, 6:2, 10–6    |

#### Gra mieszana (2–2)
| Końcowy wynik | Nr | Data            | Turniej                    | Nawierzchnia | Partnerka            | Przeciwnicy                       | Wynik finału |
| ------------- | -- | --------------- | -------------------------- | ------------ | -------------------- | --------------------------------- | ------------ |
| Finalista     | 1. | 6 lipca 2003    | Wimbledon, Londyn          | Trawiasta    | Anastasija Rodionowa | Martina Navrátilová Leander Paes  | 3:6, 3:6     |
| Zwycięzca     | 1. | 9 lipca 2006    | Wimbledon, Londyn          | Trawiasta    | Wiera Zwonariowa     | Venus Williams Bob Bryan          | 6:3, 6:2     |
| Zwycięzca     | 2. | 10 czerwca 2007 | French Open, Paryż         | Ceglana      | Nathalie Dechy       | Katarina Srebotnik Nenad Zimonjić | 7:5, 6:3     |
| Finalista     | 2. | 1 lutego 2009   | Australian Open, Melbourne | Twarda       | Nathalie Dechy       | Sania Mirza Mahesh Bhupathi       | 3:6, 1:6     |